# Ricardo Rojas Trujillo
Ricardo Rojas Trujillo (* 7. Mai 1974 in Vallenar), auch bekannt unter dem Spitznamen El Cuervo, ist ein ehemaliger chilenischer Fußballspieler auf der Position des Verteidigers, der im Laufe seiner Karriere für alle drei großen Vereine aus Santiago de Chile spielte.

## Leben
Rojas begann seine Profikarriere zwischen 1990 und 1992 beim Club de Deportes La Serena und wechselte Anfang 1994 zu Unión Española. Zwischen 1997 und 2000 stand er beim CF Universidad de Chile unter Vertrag, mit dem er je zweimal die chilenische Meisterschaft und den Pokalwettbewerb gewann. 
Anfang 2001 wechselte Rojas nach Mexiko zum Club América, mit dem er zweimal die mexikanische Meisterschaft und je einmal den mexikanischen Supercup und den CONCACAF Champions’ Cup gewann. Nach sieben Jahren bei den Águilas, die nur durch eine mehrmonatige Leihe an den CD Universidad Católica im Jahr 2004 unterbrochen war, kehrte Rojas in seine Heimat zurück und gewann mit Chiles populärstem Verein Colo-Colo einen weiteren Meistertitel. 
Seither lebt Rojas in permanentem Wechsel zwischen Chile und Mexiko, wo er bis 2011 beim Zweitligisten Tiburones Rojos de Veracruz unter Vertrag stand. Anschließend beendete er seine Karriere.
Zwischen 1994 und 2006 absolvierte Rojas insgesamt 45 Länderspieleinsätze für die chilenische Fußballnationalmannschaft. 

## Erfolge
- Chilenischer Meister: 1999, 2000
- Chilenischer Pokalsieger: 1998, 2000, Clausura 2008
- Mexikanischer Meister: Verano 2002, Clausura 2005
- Mexikanischer Supercup: 2005
- CONCACAF Champions’ Cup: 2006